# Сидоров, Иван Емельянович
Иван Емелья́нович Си́доров (1872—1944) — русский советский артист балета и балетный педагог.

## Биография и творчество
Родился 23 марта (4 апреля) 1872 года в Москве.
С детства учился на хореографическом отделении Московского театрального училища при Московской императорской труппе. По его окончании, в 1891 году был зачислен в Московскую императорскую балетную труппу. В 1893 году стал её солистом. Через некоторое время Сидорова назначили на должность второго помощника балетмейстера.
Исполнял много сольных партий, считался одним из лучших в России пантомимных артистов. Работал в основном на сцене Большого театра. С 1910 по 1917 г. являлся помощником балетмейстера.
В 1912 году Сидоров поставил танцы к спектаклю по пьесе П. П. Гнедича «Ассамблея» (режиссёр И. С. Платон). Премьера состоялась 18 октября 1912 года на сцене Малого театра; в те годы труппа московского Большого и Малого театров была единой.
После Октябрьской революции 1917-го Московская императорская труппа была разделена на две — Большого театра для балетных постановок и Малого театра для драматических спектаклей. Многие артисты не приняли революцию и подались в эмиграцию: тогда русский балет очень ценился в Европе и Америке. Однако Сидоров решил остаться в Советской России и продолжить работу в Москве, на сцене Большого.
Некоторое время он преподавал в Московском хореографическом училище. В его деятельность входило обучение характерному танцу, разработка которого являлась крупным направлением Московской императорской труппы. Занятия Сидоров вёл дважды в неделю по 45 минут. Среди его учеников были Игорь Моисеев, Михаил Габович, Асаф Мессерер. Последний придумал балетный прыжок, который был назван в честь Сидорова «Иван Емельянович».
В Большом театре Сидоров работал до 1930 года. В 1925-м был удостоен звания Народный артист Республики. С 1930 по 1934 г. являлся артистом организованной Викториной Кригер труппы «Московский художественный балет», из которой потом, в 1939 году, выросла балетная труппа Музыкального театра имени К. С. Станиславского и Вл. И. Немировича-Данченко.
Вместе с тем, годы эти ознаменовались началом уничтожения московской балетной труппы Большого театра. Решением И. В. Сталина в Большой театр Москвы стали переводить артистов ленинградского балета, которые постепенно заняли все ключевые места. Многие столичные артисты и балетмейстеры остались без работы и ушли из театра.
Сидоров полностью оставил сцену в 1941 году. 4 августа 1944 года он скончался в Москве.

## Репертуар

### Большой театр
- «Дон Кихот» — Эспада
- «Аленький цветочек» Ф. А. Гартмана — Богатый купец
- «Фея кукол» Й. Байера — сэр Джемс Плумпетермир
- «Лебединое озеро» — Ротбарт
- «Раймонда» — Абдерахман
- «Корсар» — Бирбанто
- «Дочь фараона» — Рамзес
- «Тщетная предосторожность» — Мишо
- «Саламбо» А. Ф. Арендса — Гамилькар (1910, первый исполнитель)
- «Ночь на Лысой горе» — Чернобог (1918, пост. А. А. Горского на сцене «Аквариум» в рамках труппы Большого театра)
- «Жизель» — Ганс (1925)
- «Конёк-Горбунок» — Хан (1925)
- «Красный мак» — Начальник порта (1927, первый исполнитель)

### Московский художественный балет
- «Коппелия» — Коппелиус
- «Красный мак» — сэр Хипс

## Награды
- Орден «Знак Почёта» (02.06.1937) — за выдающиеся заслуги в деле развития оперного и балетного искусства[3].